# Charles-Georges Boyer
Pour les articles homonymes, voir Boyer.
Ne doit pas être confondu avec Charles Boyer (homonymie) ou Georges Boyer (homonymie).
Charles-Georges Boyer (Paris, 1743 - Paris, 1806 ou 1807) est un éditeur de musique français de la fin du XVIIIe siècle.

## Biographie
Boyer est écuyer du Roi lorsqu'il épouse Marie-Rose Le Menu le 27 février 1775. En janvier 1778, sa femme s'associe avec sa mère, Roze Le Menu, dans leur entreprise d'édition musicale, sous le nom d'enseigne « À la clef d'or ». Le commerce a été fondé par Christophe Le Menu en 1758. L'association des Dames Lemenu et Boyer s'achève en 1783. La même année Boyer rachète à sa belle-mère la société, alors que dès le 21 janvier 1779, il s'était investi dans l’entreprise.

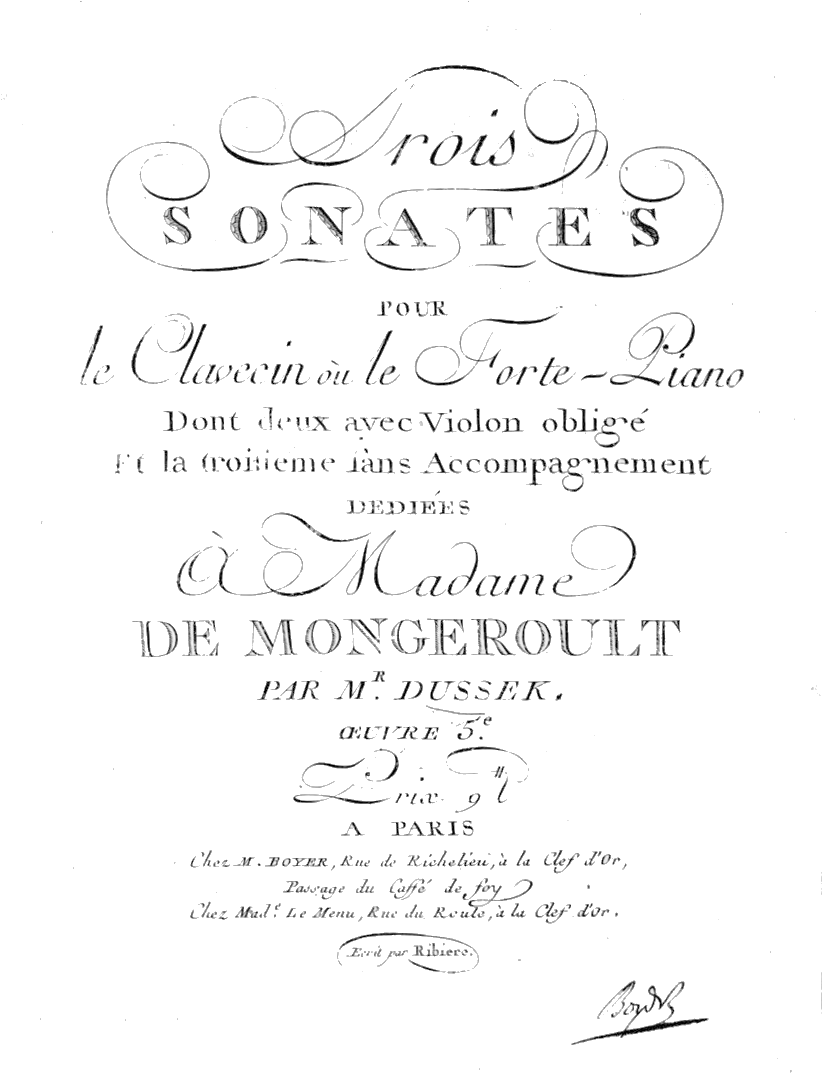
Page de titre des trois sonates opus 5 de Jan Ladislav Dussek, dédiées à Hélène de Montgeroult, éditées par Charles-Georges Boyer en 1788.

Les catalogues émis sous son nom, confondent les œuvres publiés antérieurement par Madame Le Menu. En 1784, Boyer achète le fonds de l’éditeur Jean-Baptiste Venier.
Ses différentes adresses parisiennes de 1778 à 1796 sont : Rue du Roule (1778–83) ; rue Neuve-des-petits-Champs (1783–1785) ; rue de Richelieu (1785–1793) ou rue de la Loi (1793–1796, en raison des changements de nom pendant la Révolution), dans l'ancien café de Foy.
En 1796, il vend son fonds à l'éditeur Jean-Henri Naderman qui se donne pour son successeur, conservant rue de la Loi, l'enseigne À la clef d'or.
Le répertoire que publie Boyer embrasse tout ce qui alors est à la mode : symphonies, symphonies concertantes, concertos, musique de chambre et des choses moins sérieuses tels des arrangements d'opéra-comiques et des airs. On trouve à son catalogue des compositeurs italiens, Boccherini, Cambini, Clementi, Lorenziti et Sarti ; germaniques, tels que Haydn, Stamitz, Vaňhal, Kreutzer, Leopold Kozeluch et Sterkel. En revanche, les compositeurs français y sont minoritaires. Il publie aussi la traduction de la méthode de violon de Leopold Mozart, Versuch einer gründlichen Violinschule, en 1770, dans la traduction de Valentin Roeser.